# 小松宏司
小松 宏司（こまつ こうじ、1976年7月8日 - ）は、NHKの元アナウンサー。

## 人物
東京都葛飾区出身。法政大学第二高等学校を経て、法政大学経営学部を卒業後、1999年に入局。　

## 嗜好・挿話
- 2局目となった水戸では、小田切千たちと県域地上デジタル放送の立ち上げにかかわった[2]。そしてその水戸には2023年7月におよそ16年ぶりに異動し、中野純一の後任として水戸局の統括に関わることになった。
- 1級小型船舶操縦士免許を持っており、『おーい、ニッポン 私の・好きな・東京都』の船上中継では、中継用にチャーターされたクルーザーを自ら操舵して中継を行った。また、潜水アナウンサーの1人でもある。
- 東京アナウンス室在籍中、『ごごナマ』のレギュラー出演終了後から水戸への異動までの間は、主に若手アナウンサーや、潜水アナウンサーに対する指導を行っていた[3][4]。

## 過去の担当番組
長野放送局時代（1999年度 - 2002年度）
- 長野県のニュース・中継・リポート
- 信州845（不定期）

水戸放送局時代（1度目）（2003年度 - 2006年度）
- 首都圏ネットワーク（2003年8月22日 - 29日）真下貴の代理として17時台を担当
- いばらきわいわいスタジオ リポーター（水戸放送局時代）
- 首都圏ネットワーク・首都圏ニュース845（2006年8月14日 - 18日）夏季休暇中の宮崎浩輔の代理
- 茨城県のニュース・中継・リポート

東京アナウンス室時代（1度目）（2007年度 - 2012年度）
- リトル・チャロ ケータイで試そうあなたの英語力」司会（教育・2008年10月19日、2009年1月11日）
- おーい、ニッポン 私の・好きな・東京都（船上中継。BS 2・2009年3月1日）
- ゆうどきネットワーク「ニャンカメが行く!」リポーター（総合・2008年4月から不定期）
- 金曜バラエティー（総合・2009年4月3日 - 2010年3月26日）
- 爆笑オンエアバトル 7代目司会（総合・2008年4月 - 2010年3月）
- 爆笑トライアウト（総合・2009年4月 - 2010年3月）
- イキだね!わたしの東京時間（総合・2010年4月 - 9月・レポーター）
- BS日本のうた（BSプレミアム・2010年4月 - 2012年3月・司会）
- 第61回NHK紅白歌合戦（2010年12月31日・ラジオ中継進行）
- 第62回NHK紅白歌合戦（2011年12月31日・同上）
- 第45回NHK福祉大相撲・お楽しみ歌くらべ（2012年2月19日・総合テレビ）
- NHKニュースおはよう日本（総合・2010年4月 - 2012年3月 、水曜6時台『Check!エンターテインメント』レポーター）
- 2011年3月の東北地方太平洋沖地震では、勤務経験のある水戸放送局に応援で派遣され、災害情報を中心にローカルニュースを担当した。
- 歌おう!東北のど自慢（司会）
- それいけ!民謡うた祭り （2012年4月 - 2013年2月、伍代夏子と共に司会）
- 週刊ニュース深読み　リポーター（2012年4月7日 - 2013年3月16日）
- 第63回NHK紅白歌合戦（2012年12月31日、副音声・紅白ウラトーク担当）

広島放送局時代（2013年度 - 2015年度）
- お好みワイドひろしま　キャスター（2013年4月 - 2016年3月）
- ひろしまニュース845（不定期）
- 広島県・中国地方のニュース・中継・リポート

東京アナウンス室時代（2度目）（2016年度 - 2023年6月）
- ラジオニュース（ラジオ第1火曜午前など不定期）
- 週刊ニュース深読み　キャスター（2016年4月9日 - 2018年3月24日）（2度目）
  - 9:00頃からは画面に登場せず、ニュースセンター定時セットに待機し、緊急時の報道対応
- ごごナマ　リポーター（2017年4月 - 2018年3月）、司会（月曜 - 木曜）（2020年4月6日 - 2021年3月18日）
- 新・BS日本のうた　司会進行（2018年4月8日 - 2020年3月29日）（2度目）
- ニュース・気象情報（土曜午後8時45分（関東甲信越ローカル枠午後8時55分、10時55分、翌日曜午前0時・火曜日午後）
- 明日へつなげるコンサート（2018年7月28日・サンドウィッチマンと共に司会）
- ＃声優ぷらす（2018年10月5日・市川紗椰と共に司会）
- 第69回NHK紅白歌合戦（2018年12月31日・ラジオ中継進行）
- 第52回NHK福祉大相撲・お楽しみ歌くらべ（2019年2月17日・司会）
- 大地の恵み・日本農業賞記念コンサート（2019年4月14日・司会）
- ＃声優ぷらす　ガンダムオリジン（2019年4月21日・市川紗椰と共に司会）
- 今日は一日“井上陽水”三昧（2019年9月23日）
- 発表!全るーみっくアニメ大投票（2019年11月16日・司会）
- あけおめ!声優大集合（2019年12月31日・西川貴教と共に司会）
- 発表!全ファイナルファンタジー大投票（2020年2月29日・西川貴教と共に司会）
- ラジオ正午ニュース（ラジオ第1・FM），NHKきょうのニュース（ラジオ第1・FM）[5][6]，きょうのニュースぷらす[7][8]（ラジオ第1）（野村正育の代理キャスター）（2020年6月5日、12日）
- 京コトはじめ（大阪放送局制作）（2021年4月 - 2022年3月・「全国ここでもコトはじめ」関東地区リポーター）
- ニュース645　キャスター（2018年4月7日 - 2020年3月14日、2021年4月 - 2023年3月）※2020年度は上記『ごごナマ』司会のため担当無し。

水戸放送局時代（2度目）（2023年7月 - 2025年1月）
- 茨城県のニュース・リポート
- スポーツ中継（高校野球 茨城大会の実況）
- コンテンツセンターアナウンスグループ統括
- いばっちゃお（編責）
- ひるまえほっと〜関東甲信越〜 茨城県情報（編責）
- 茨城スペシャル（編責）
- いば6　（編責・保里小百合、森花子らのキャスター代行）
- 茨城ニュース845（不定期）
- 緊急報道（水戸放送局発）
- 水戸放送局制作番組の編責

## 同期のアナウンサー
- 有田雅明
- 一橋忠之
- 今城和久
- 今道琢也（退職）
- 北野剛寛
- 古賀一
- 佐藤龍文
- 杉岡英樹
- 高瀬耕造
- 高山真樹
- 近田雄一
- 塚原泰介
- 塚本貴之
- 内藤裕子（退職→フリー）
- 永松隆太朗
- 船岡久嗣（退職）
- 山田賢治